# 모마세 지방

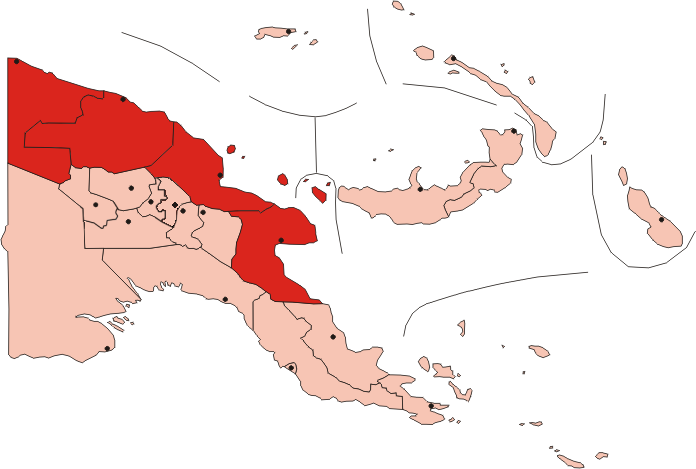
모마세 지방의 위치

모마세 지방(Momase Region)은 파푸아뉴기니를 구성하는 4개의 지방 가운데 하나로 파푸아뉴기니 북서부에 위치한다. 중심 도시는 라에이며 면적은 142,600km2, 인구는 1,424,752명(2000년 기준)이다. 파푸아뉴기니를 구성하는 주 가운데 4개 주(동세픽 주, 마당 주, 모로베 주, 산다운 주)가 이 지방에 속한다.

## 같이 보기
- 파푸아뉴기니의 주